# ایستگاه استادیوم شین-تسودانوما
استادیوم شین-تسودانوما (به ژاپنی: 新津田沼駅 Shin-Tsudanuma-eki)) نام یک ایستگاه قطار وابسته به خط شین-کیسی در نارشینو، چیبا است.